# 谢丽尔·韦布
谢丽尔·韦布（英語：Cheryl Webb，1976年10月3日—），澳大利亚女子田径运动员。她曾代表澳大利亚参加2006年和2010年英联邦运动会田径比赛，其中2006年英联邦运动会获得一枚铜牌。